# Syndactylactis macintoshi
Syndactylactis macintoshi är en korallart som beskrevs av Eugène Leloup 1964. Syndactylactis macintoshi ingår i släktet Syndactylactis och familjen Cerianthidae. Inga underarter finns listade i Catalogue of Life.